# Swinthila

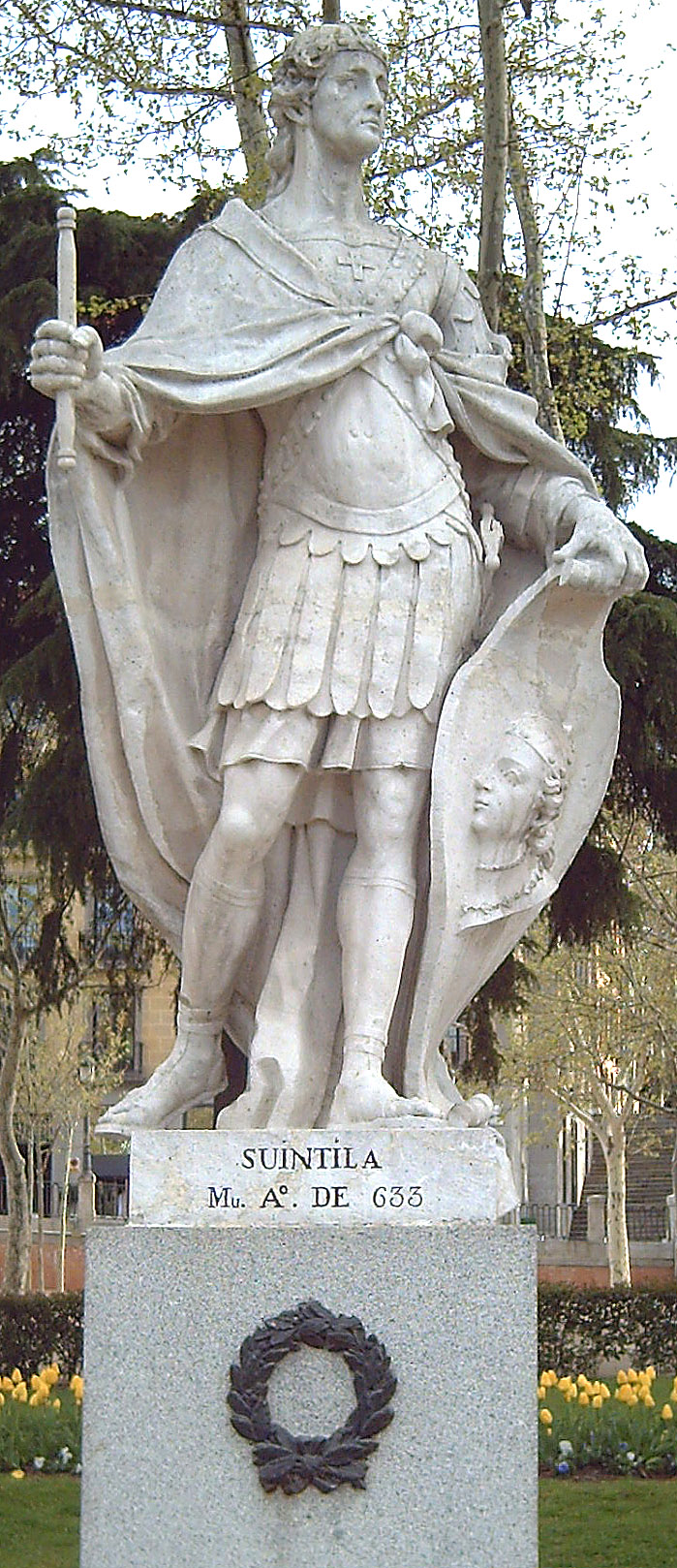
Standbeeld van Swinthila in Madrid van Jesús Bustos

Swinthila (ook wel Suintila of Svinthila) was na de moord op de Visigotische koning Reccared II in 621 de nieuwe koning van de Visigoten.
Hij was de zoon van de Gotische koning Reccared I en trouwde met Theodora, dochter van koning Sisebut. Onder de opvolger van Sisebut, Reccared II, was hij regent en generaal en nadat hij Reccared II uit de weg geruimd had en diens plaats als koning had ingenomen (hij werd daartoe trouwens gekozen door de Gotische edelen) gebruikte hij zijn vakkundigheid om de laatste bezittingen van Byzantium in Spanje te heroveren.
Onder zijn bewind ontstond er ook zoiets als een 'Spaanse identiteit'. Isidorus van Sevilla beschrijft in de proloog van zijn Historia Gothorum de lof over Spanje (De Laude Spaniae): het Iberisch Schiereiland als een Gotische natie. Swinthila wordt beschreven als eerste koning van deze 'natie'.
Overigens werd Swinthila ondanks zijn succesvol lijkende regeerperiode door een staatsgreep ten val gebracht. In 631 namen Sisenand en diens broer Agellenus de macht over. Swinthila en zijn familie werden verbannen. Opmerkelijk is dat het bij verbanning bleef; een 'normale' staatsgreep bij de Goten verliep niet zonder bloedvergieten.
Alarik I ·
Athaulf ·
Sigerik ·
Wallia ·
Theoderik I ·
Thorismund ·
Theoderik II ·
Eurik ·
Alarik II ·
Gesalic ·
Amalarik ·
Theudis ·
Theudigisel ·
Agila I ·
Athanagild ·
Liuva I ·
Leovigild ·
Reccared I ·
Liuva II ·
Witterik ·
Gundemar ·
Sisebut ·
Reccared II ·
Suintila ·
Sisenand ·
Chintila ·
Tulga ·
Chindaswinth ·
Recceswinth ·
Wamba ·
Erwig ·
Ergica ·
Wittiza ·
Roderik ·
Achila II ·
Ardon